# مطار هونغ كونغ الدولي
مطار هونغ كونغ الدولي (بالصينية: 香港國際機場) المطار الدولي الرئيسي في هونغ كونغ (إياتا: HKG، إيكاو: VHHH). يطلق عليه أيضا مطار تشيك لابكوك (بالصينية: 赤鱲角機場) نسبة إلى جزيرة تشيك لابكوك التي يقع عليها المطار.
افتتح المطار في عام 1998 ليحل بديلاً عن مطار كاي تاك الدولي السابق، وليكون مركزا لنقل الركاب ومناولة البضائع في آسيا وبوابة للدخول إلى أرض الصين. وبالرغم من التاريخ القصير للمطار إلا أنه صنف في الدراسة التي تجريها سكايتراكس للأبحاث كأفضل مطار في العالم وذلك لسبع مرات خلال سنواته العشر الأولى من التشغيل.
يعد المطار في المرتبة الحادية عشرة عالميا من ناحية عدد الركاب بالإضافة لاحتلاله المرتبة الثانية عالميا من ناحية حركة الشحن.
يعد المطار مركز العمليات الرئيسي لخطوط طيران كاثي باسيفك وأيضاً طيران دراجون وخطوط هونج كونغ إكسبرس الجوية، وأيضا مركز عمليات لخطوط هونج كونغ الجوية. وطيران هونج كونغ للشحن والطيران الخاص.

## نبذة تاريخية

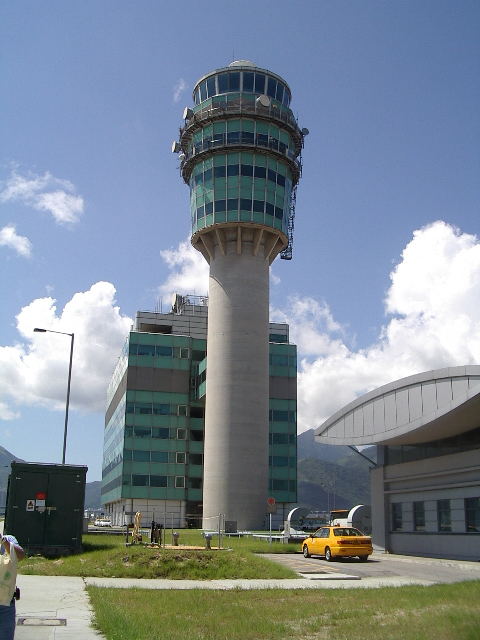
برج المراقبة للمطار

أنشئ المطار على مساحة 12,55 كيلومتر مربع هي مساحة الجزيرة الصناعية الضخمة المنشأة في موقع جزيرة تشيك لابكوك وجزيرة لام تشاو. تلتصق الجزيرة الصناعية للمطار بالجهة الشمالية من جزيرة لان تاو والتي بانتهاء أعمال تسوية المنطقة للجزيرة رفعت المساحة الإجمالية لهونج كونغ بمقدار 1%.
حلَّ المطار بديلا لمطار هونج كونغ الدولي السابق (مطار كاي تاك) والذي كان قد وصل لحدود طاقته الاستيعابية القصوى. مما حدا بالحكومة إلى تنفيذ مشروع شامل للمطار الجديد، شمل إنشاء الجزيرة الجديدة للمطار وتنفيذ شبكة الطرق والجسور والمواصلات الحديثة من وإلى المطار الجديد. فيما اعتبر كأحد أفضل عشرة إنجازات في مجال الإنشاءات المعمارية للقرن العشرين.
عانى المطار بعد افتتاحه رسميا من عدد من المشاكل والصعوبات التنظيمية والفنية والميكانيكية لدرجة هددت بانهيار المطار ، وفي أحد المناسبات قامت الحكومة بإعادة افتتاح مبنى الشحن في مطار كاي تاك المغلق ليتولى حركة الشحن. وبعد ستة أشهر من مشاكل عدم الانتظام وتوقف الأنظمة تجاوز المطار مشاكله واستعاد المطار سير عملياته التشغيلية بشكل طبيعي.
في عام 2007 تم افتتاح ثاني مبنى لصالات المطار واستخدامه لإنهاء إجراءات المسافرين. واحتوائه على مركز للتسوق والتبضع وعددمن المطاعم وخدمات الترفيه ونقاط الجمارك والجوازات. كما اشتمل على محطة الحافلات المتجهة إلى الصين، كما شملت التوسعة للمطار افتتاح نادي سكاي سيتي ناين إيجلز للجولف  الذي يشمل افتتاح الفندق الثاني للمطار بالإضافة إلى المحطة الرئيسية للعبارات البحرية.

## المنشآت الرئيسية

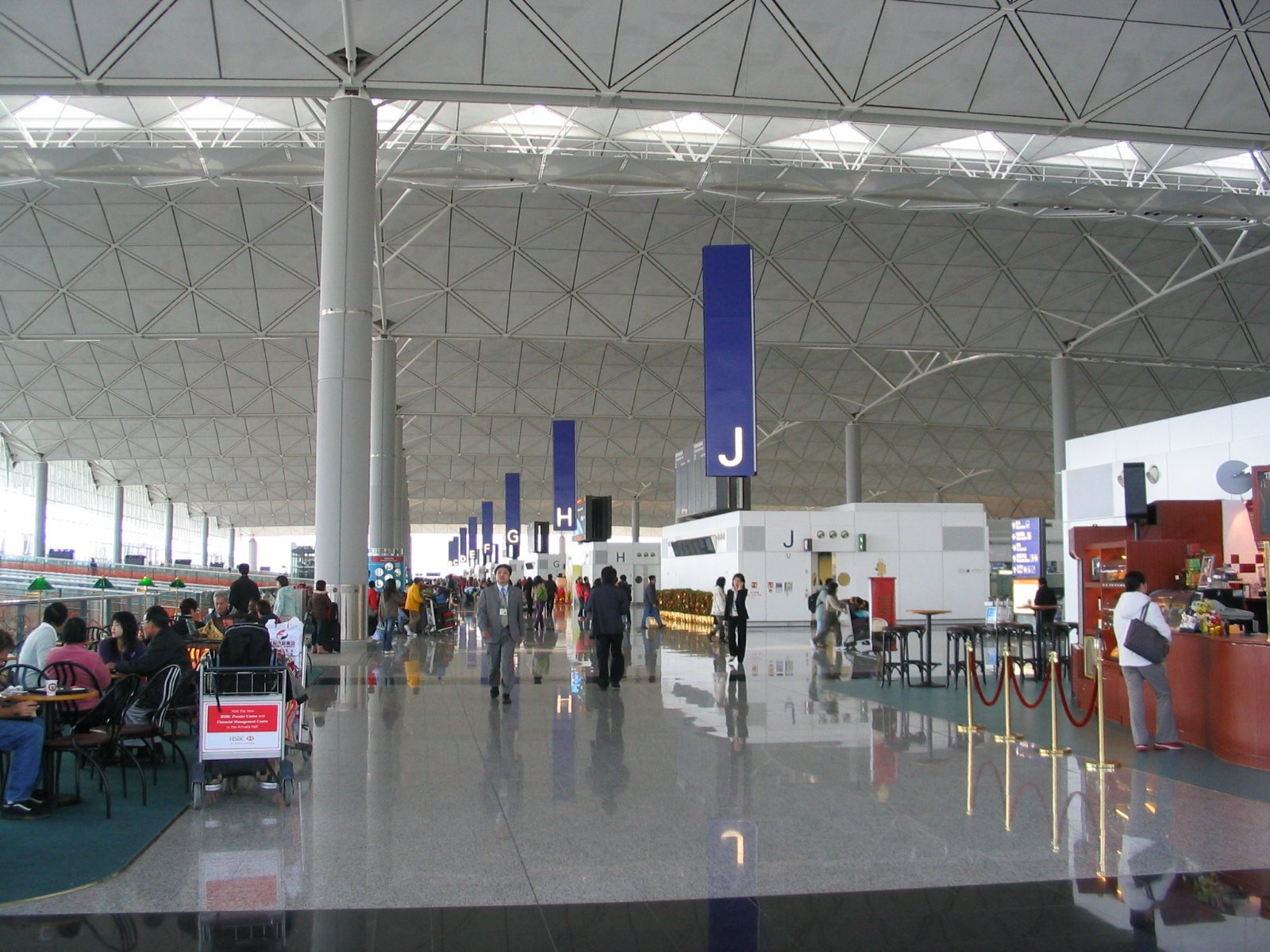
مبنى صالة الركاب رقم 1

صمم المطار ليتيح الحرية التامة والسهولة لعمليات التشغيل اليومية. بتصميم بسيط ونظام إرشادي فعال بتفعيل استخدام الممرات المتحركة لتسهيل الحركة. بالإضافة لتوفير نظام لنقل الركاب بين الصالات بواسطة العربات الآلية مجانا.

### صالة الركاب رقم 1
تعتبر صالة الركاب رقم 1 ثالث أكبر مبنى لصالة ركاب على مستوى العالم بمساحة 570,000 متر مربع. ومنها ينطلق المسافرون عبر بوابات السفر إلى وجهاتهم.

### صالة الركاب رقم 2

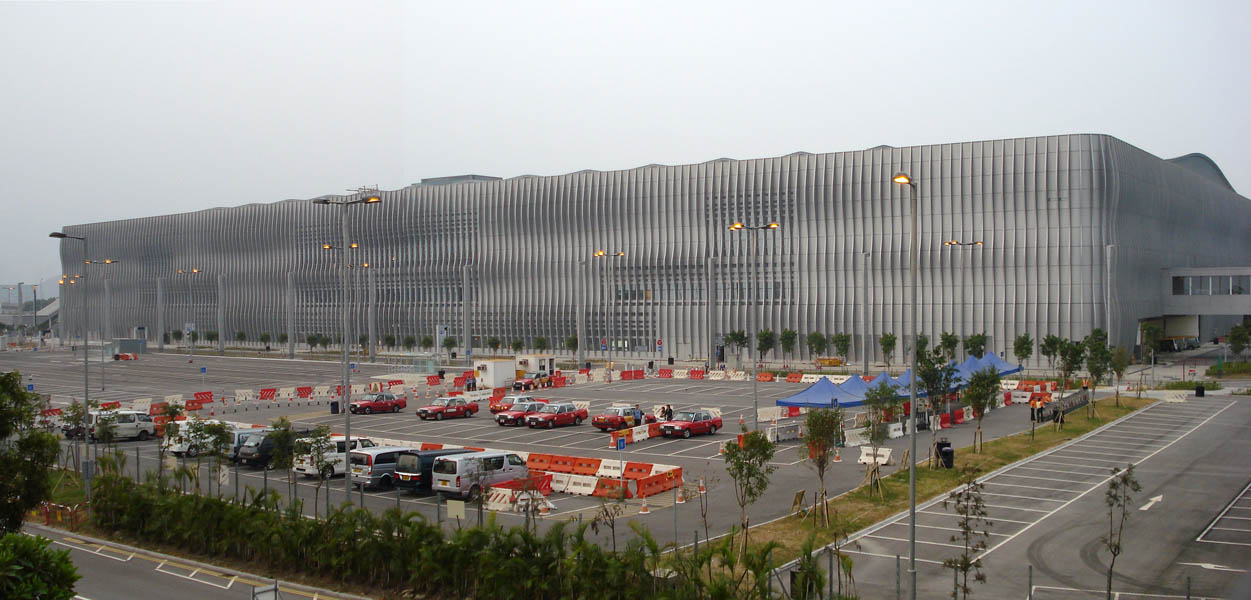
مبنى صالة الركاب رقم 2

خصصت هذه الصالة لعمليات إنهاء إجراءات المسافرين لعدد من شركات الطيران فهي لا تحتوي على بوابات للسفر. ويتم نقل المسافرين عبر مركبات النقل الآلية في أسفل الصالة إلى الصالة رقم 1. يوجد بها مركز للتسوق والتبضع وعدد من المطاعم وخدمات الترفيه ونقاط الجمارك والجوازات.

### مركز هونغ كونغ لطيران الأعمال
يقع ضمن نطاق المطار وخصص لخدمات سفر ورحلات التنفيذيين ورجال الأعمال. للمركز صالة السفر الخاصة به والمستقله عن الصالة الرئيسية. تتخذ شركة طيران (آسيا جت) والمتخصصة في طيران رجال الأعمال من المركز كمركز لعملياتها كما تقوم بإدارته.

### مركز النقل
نظراً للحركة المتزايدة للركاب والبضائع في المنطقة التي تشهد تصاعدا وازدهارا اقتصاديا في محيط بحر جنوب الصين. وضعت خطة إستراتيجية لتطوير ورفع كفاءة وسائل النقل. بحيث تم افتتاح محطة الحافلات في الصالة رقم 2 والتي تقوم بتسيير وتشغيل ما يقارب إلى 320 رحلة بالحافلات يوميا إلى 90 وجهة داخل الصين مع تسيير رحلات للحافلات السياحية والتوصيل للفنادق. كما تم افتتاح محطة (Sky Pier) لتسيير رحلات عبر العبارات البحرية السريعة تصل تسعة موانئ في دلتا نهر اللؤلؤ ومدينة ماكاو، تربط 220 وجهة في جميع أنحاء العالم عن طريق هونج كونج، جميع هذه الخدمات مربوطة مباشرة بالمطار بحيث صممت هذه الخدمة لإنهاء إجراءات المسافرين في محطة انطلاقهم أو وصولهم النهائية.

## شركات الطيران والوجهات

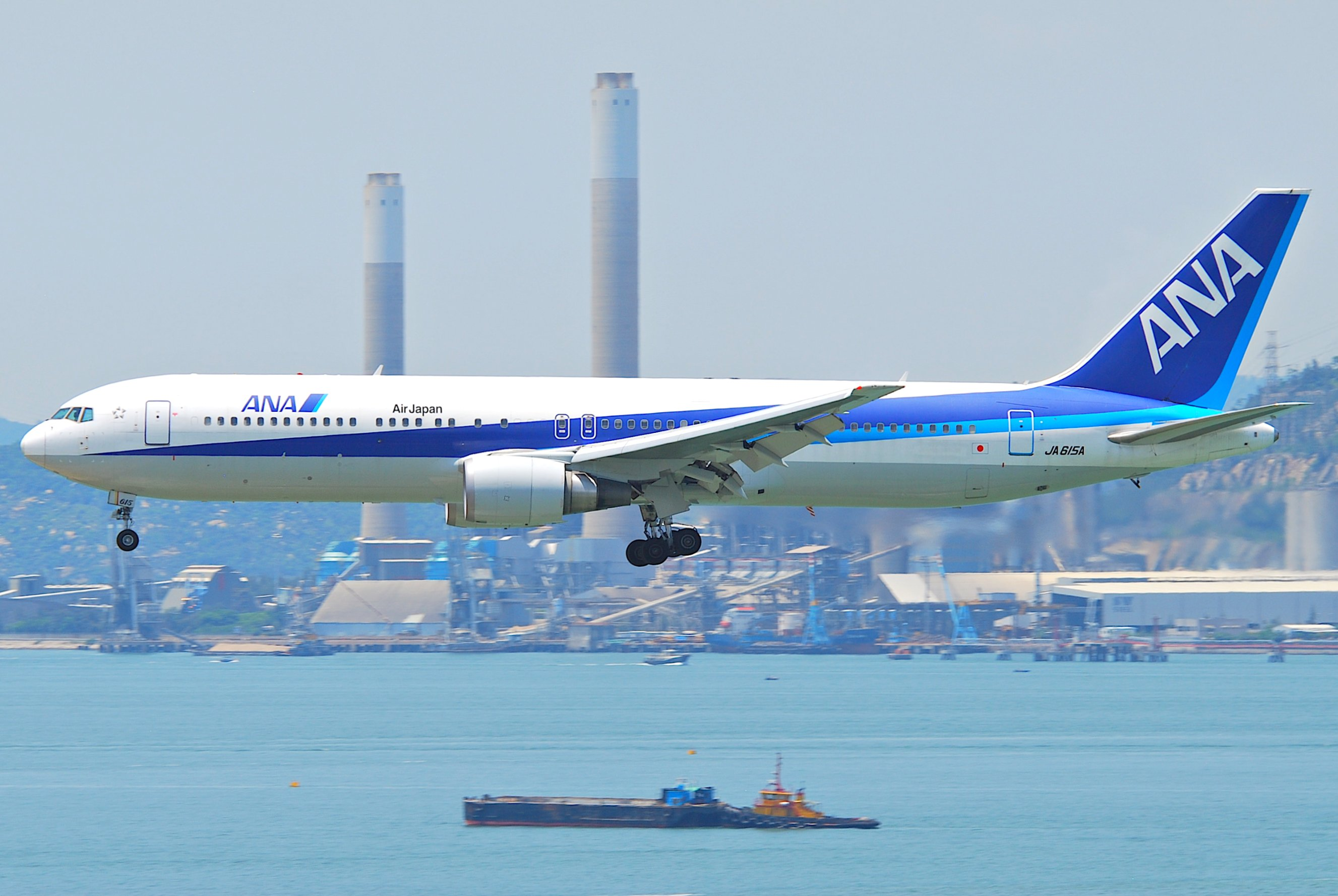
طائرة بوينغ 767-300ER التابعة لشركة ANA في مطار هونغ كونغ – 4 أغسطس 2011

### الركاب
| شركـات طيـران                     | الوجهات | Refs          |
| --------------------------------- | --- | ------------- |
| طيران آسيا                        | مطار كوتا كينابالو الدولي، مطار كوالالمبور الدولي، مطار بينانغ الدولي (تستأنف 10 أغسطس 2023) |               |
| طيران كندا                        | مطار فانكوفر الدولي |               |
| طيران الصين                       | مطار بكين العاصمة الدولي، مطار جينغديو الجديد، مطار تشونغتشينغ جيانغبى الدولي، مطار داليان الدولي، مطار تيانجين الدولي، مطار ينتشوان خه دونغ | [ 9 ]         |
| الخطوط الجوية الفرنسية            | مطار باريس شارل ديغول | [ 10 ]        |
| طيران الهند                       | مطار انديرا غاندي الدولي |               |
| طيران نيوزيلندا                   | مطار أوكلاند الدولي | [ 11 ]        |
| Air Niugini                       | مطار جاكسونز الدولي |               |
| خطوط كل اليابان الجوية            | مطار طوكيو هانيدا الدولي، مطار ناريتا الدولي |               |
| خطوط آسيانا الجوية                | مطار إنتشون الدولي |               |
| طيران بانكوك                      | مطار ساموي (تستأنف 1 يوليو 2023) | [ 12 ]        |
| باتيك إير ماليزيا                 | مطار كوالالمبور الدولي (تستأنف 1 أغسطس 2023) | [ 13 ]        |
| الخطوط الجوية البريطانية          | مطار لندن هيثرو | [ 14 ]        |
| كاثي باسيفيك                      | مطار سخيبول أمستردام، مطار أوكلاند الدولي، مطار كيمبيغودا الدولي، مطار سوفارنابومي الدولي، مطار بكين العاصمة الدولي، مطار لوجان الدولي، مطار بريزبان، مطار ماكتان سيبو الدولي، مطار جينغديو الجديد، مطار تشيناي الدولي (تستأنف 29 أكتوبر 2023)، مطار أوهير الدولي (تستأنف 3 أكتوبر 2023)، مطار تشونغتشينغ جيانغبى الدولي، مطار انديرا غاندي الدولي، مطار نغوراه راي الدولي، مطار شاه جلال الدولي، مطار دبي الدولي، مطار فرانكفورت، Fukuoka، مطار فوتشو تشانغله الدولي، مطار قوانغتشو باييون الدولي، مطار هايكو ميلان الدولي، مطار هانغتشو شياوشان الدولي، مطار نوي باي الدولي، مطار تان سون نهات الدولي، مطار راجيف غاندي الدولي (تستأنف 29 أكتوبر 2023)، مطار سوكارنو هاتا الدولي، مطار أوليفر ريجنالد تامبو (تستأنف 1 أغسطس 2023)، مطار كاوهسيونغ الدولي، مطار تريبوفان الدولي، مطار كوالالمبور الدولي، مطار لندن هيثرو، مطار لوس أنجلوس الدولي، مطار مدريد باراخاس الدولي، مطار مانشستر، مطار نينوي أكوينو الدولي، مطار ملبورن الدولي، مطار مالبينسا، مطار تشاتراباتي شيفاجي الدولي، مطار تشوبو سنتراير الدولي، مطار نانجينغ الدولي، مطار جون إف كينيدي الدولي، مطار كانساي الدولي، مطار باريس شارل ديغول، مطار بينانغ الدولي، مطار بيرث، Phnom Penh، Phuket، مطار غينغادو جياودونغ الدولي، مطار سان فرانسيسكو الدولي، Sapporo–Chitose، مطار إنتشون الدولي، مطار شانغهاي هونغكياو الدولي، مطار شانغهاي بودنغ الدولي، مطار شانغي سنغافورة، مطار جواندا الدولي، مطار سيدني، مطار تايوان تاويوان الدولي، مطار بن غوريون الدولي، مطار طوكيو هانيدا الدولي، مطار ناريتا الدولي، مطار تورونتو بيرسون الدولي، مطار فانكوفر الدولي، مطار ونزهو يونجقيانج الدولي، مطار ووهان الدولي، مطار شيامن قاوتشي الدولي، مطار شيان شيانيانغ الدولي، مطار تشنغتشو الدولي، مطار زيورخ الدولي موسمي: مطار كرايستشيرش الدولي (تستأنف 13 نوفمبر 2023) | [ 25 ]        |
| سيبو باسيفيك                      | مطار ماكتان سيبو الدولي، مطار كلارك الدولي، مطار نينوي أكوينو الدولي |               |
| الخطوط الجوية الصينية             | مطار كاوهسيونغ الدولي، مطار تايوان تاويوان الدولي | [بحاجة لمصدر] |
| خطوط شرق الصين الجوية             | مطار بكين داشينغ الدولي، مطار هانغتشو شياوشان الدولي، مطار حيفي شينكياو الدولي، مطار كونمينغ جانغشوي الدولي، مطار نانجينغ الدولي، مطار نينغبو ليش الدولي، مطار شانغهاي هونغكياو الدولي، مطار شانغهاي بودنغ الدولي، مطار ووهان الدولي، مطار سنن شوفانغ الدولي | [ 9 ]         |
| خطوط جنوب الصين الجوية            | مطار بكين داشينغ الدولي، مطار شنيانغ الدولي، مطار ووهان الدولي | [ 9 ]         |
| طيران الإمارات                    | مطار سوفارنابومي الدولي، مطار دبي الدولي | [بحاجة لمصدر] |
| الخطوط الجوية الإثيوبية           | مطار أديس أبابا بولي الدولي، مطار سوفارنابومي الدولي | [بحاجة لمصدر] |
| إيفا للطيران                      | مطار تايوان تاويوان الدولي | [بحاجة لمصدر] |
| خطوط فيجي الجوية                  | مطار نادي الدولي |               |
| فين إير                           | مطار هلسنكي فانتا | [بحاجة لمصدر] |
| غارودا إندونيسيا                  | مطار نغوراه راي الدولي (تستأنف 3 يوليو 2023)، مطار سوكارنو هاتا الدولي |               |
| Greater Bay Airlines              | مطار سوفارنابومي الدولي، مطار كانساي الدولي، مطار إنتشون الدولي، مطار تايوان تاويوان الدولي، مطار ناريتا الدولي | [ 28 ]        |
| خطوط هاينان الجوية                | مطار هايكو ميلان الدولي، مطار شيان شيانيانغ الدولي | [ 29 ]        |
| خطوط هونغ كونغ اكسبرس             | مطار سوفارنابومي الدولي، Busan، مطار تشيانغ مي، مطار دا نانغ الدولي، Fukuoka، مطار نوي باي الدولي، Hiroshima (تستأنف 29 أكتوبر 2023)، مطار جيجو الدولي، Kagoshima (تستأنف 5 يونيو 2023)، مطار كاوهسيونغ الدولي، Kumamoto (تستأنف 29 أكتوبر 2023)، Nagasaki (تستأنف 31 أكتوبر 2023)، مطار تشوبو سنتراير الدولي، Naha، مطار كام رانه الدولي، مطار نينغبو ليش الدولي، مطار كانساي الدولي، Phuket، مطار إنتشون الدولي، مطار شانغي سنغافورة (تنتهي في 1 يوليو 2023)، مطار تايتشونغ، مطار تايوان تاويوان الدولي، Takamatsu، مطار طوكيو هانيدا الدولي، مطار ناريتا الدولي |               |
| خطوط هونغ كونغ الجوية             | مطار سوفارنابومي الدولي، مطار بكين العاصمة الدولي، مطار بكين داشينغ الدولي، مطار تشونغتشينغ جيانغبى الدولي (تستأنف 15 يونيو 2023)، مطار نغوراه راي الدولي، Fukuoka، مطار هايكو ميلان الدولي، مطار هانغتشو شياوشان الدولي، مطار نوي باي الدولي، مطار نينوي أكوينو الدولي، مطار تشوبو سنتراير الدولي (تبدأ في 8 يوليو 2023)، Naha، مطار نانجينغ الدولي، مطار كانساي الدولي، Phuket (تبدأ في 16 يونيو 2023)، Sapporo–Chitose، مطار إنتشون الدولي، مطار شانغهاي هونغكياو الدولي، مطار شانغهاي بودنغ الدولي، مطار تايوان تاويوان الدولي، مطار ناريتا الدولي، Yonago (تستأنف 18 يوليو 2023) |               |
| الخطوط الجوية اليابانية           | مطار طوكيو هانيدا الدولي، مطار ناريتا الدولي |               |
| Jiangxi Air                       | مطار نانتشانغ تشانغبى الدولي | [ 44 ]        |
| خطوط جونياو الجوية                | مطار شانغهاي بودنغ الدولي | [ 44 ]        |
| الخطوط الجوية الملكية الهولندية   | مطار سخيبول أمستردام |               |
| كوريا للطيران                     | مطار إنتشون الدولي |               |
| ليون إير                          | موسمي عارض: مطار نغوراه راي الدولي |               |
| طيران لونج                        | مطار هانغتشو شياوشان الدولي | [ 45 ]        |
| لوفتهانزا                         | مطار فرانكفورت، مطار ميونخ الدولي (تستأنف 29 أكتوبر 2023) |               |
| الخطوط الجوية الماليزية           | مطار كوالالمبور الدولي |               |
| الخطوط الجوية المنغولية           | مطار جنكيز خان الدولي الجديد |               |
| الخطوط الجوية النيبالية           | مطار تريبوفان الدولي |               |
| Peach Aviation                    | مطار كانساي الدولي | [ 46 ]        |
| الخطوط الجوية الفلبينية           | مطار نينوي أكوينو الدولي |               |
| طيران آسيا (الفلبين)              | مطار نينوي أكوينو الدولي |               |
| كانتاس                            | مطار ملبورن الدولي (تستأنف 20 يونيو 2023)، مطار سيدني | [ 48 ]        |
| الخطوط الجوية القطرية             | مطار حمد الدولي |               |
| Royal Air Philippines             | عارض: مطار غودوفريدو ب آموس (تبدأ في 9 يوليو 2023) | [ 49 ]        |
| خطوط رويال بروناي الجوية          | مطار بروناي الدولي |               |
| سكوت للطيران                      | مطار شانغي سنغافورة |               |
| خطوط شاندونغ الجوية               | مطار جينان الدولي | [ 44 ]        |
| خطوط شانغهاي الجوية               | مطار شانغهاي هونغكياو الدولي | [ 29 ]        |
| خطوط شينزين الجوية                | مطار نانتونغ شينغ دونغ، مطار جينجيانغ تشيوانتشو، مطار سنن شوفانغ الدولي |               |
| خطوط سيتشوان الجوية               | مطار جينغديو الجديد | [ 50 ]        |
| الخطوط الجوية السنغافورية         | مطار شانغي سنغافورة |               |
| سبرينغ (شركة طيران)               | مطار شانغهاي بودنغ الدولي | [ 29 ]        |
| الخطوط الجوية الدولية السويسرية   | مطار زيورخ الدولي |               |
| طيران آسيا (تايلاند)              | مطار دون موينغ، مطار تشيانغ مي، Phuket |               |
| الخطوط الجوية الدولية التايلاندية | مطار سوفارنابومي الدولي |               |
| خطوط تيانجين الجوية               | مطار تيانجين الدولي | [ 51 ]        |
| الخطوط الجوية التركية             | مطار إسطنبول الدولي |               |
| الخطوط الجوية المتحدة             | مطار نيوآرك ليبرتي الدولي (تستأنف 27 أكتوبر 2023)، مطار سان فرانسيسكو الدولي |               |
| أورومتشي للطيران                  | مطار أورومتشي الدولي | [ 44 ]        |
| خطوط فيت جيت                      | مطار دا نانغ الدولي (تستأنف 2 يوليو 2023)، مطار تان سون نهات الدولي، مطار فو كوك الدولي (تستأنف 1 يوليو 2023) |               |
| الخطوط الجوية الفيتنامية          | مطار نوي باي الدولي، مطار تان سون نهات الدولي |               |
| خطوط زيامن الجوية                 | مطار فوتشو تشانغله الدولي، مطار هانغتشو شياوشان الدولي، مطار جينجيانغ تشيوانتشو، مطار شيامن قاوتشي الدولي | [ 55 ]        |

### Cargo
| شركـات طيـران                               | الوجهات | Refs                 |
| ------------------------------------------- | --- | -------------------- |
| AeroLogic                                   | مطار كيمبيغودا الدولي، مطار لايبزيغ هاله، مطار شانغي سنغافورة | [ 56 ] [ 57 ]        |
| Aerotranscargo                              | مطار ألماتي الدولي، مطار انديرا غاندي الدولي، مطار آل مكتوم الدولي، مطار ميونخ الدولي، مطار تشاتراباتي شيفاجي الدولي، مطار الملك خالد الدولي، مطار الشارقة الدولي | [ 58 ] [ 59 ] [ 60 ] |
| الخطوط الجوية الفرنسية                      | مطار البحرين الدولي، مطار الملك فهد الدولي، مطار دبي الدولي، مطار الملك عبد العزيز الدولي، مطار الكويت الدولي، مطار باريس شارل ديغول |                      |
| خطوط هونك كونك الجوية                       | مطار سوفارنابومي الدولي، مطار بكين العاصمة الدولي، مطار ماكتان سيبو الدولي، مطار تان سون نهات الدولي، مطار سوكارنو هاتا الدولي، مطار نينوي أكوينو الدولي، مطار تشوبو سنتراير الدولي، مطار كانساي الدولي، مطار بينانغ الدولي، مطار إنتشون الدولي، مطار شانغهاي بودنغ الدولي، مطار شانغي سنغافورة، مطار تايوان تاويوان الدولي، مطار ناريتا الدولي |                      |
| AirBridgeCargo                              | مطار ألماتي الدولي، مطار سخيبول أمستردام، مطار فرانكفورت، مطار يميلانو الدولي، مطار دوموديدوفو الدولي، مطار شيريميتييفو الدولي، مطار فنوكوفو الدولي، مطار شانغي سنغافورة، مطار بولكوفو، مطار كولتسوفو الدولي (جميعها معلقة) |                      |
| خطوط كل اليابان الجوية                      | مطار تشوبو سنتراير الدولي، Naha، مطار كانساي الدولي، مطار ناريتا الدولي |                      |
| خطوط آسيانا الجوية                          | مطار إنتشون الدولي |                      |
| خطوط تي أن تي الجوية                        | مطار دبي الدولي، مطار لييج |                      |
| خطوط كال للشحن الجوي                        | مطار لييج، مطار بن غوريون الدولي | [ 61 ]               |
| كارغولوكس                                   | مطار أبو ظبي الدولي، مطار ألماتي الدولي، مطار الملكة علياء الدولي، مطار تيد ستيفنز أنكوراج الدولي، مطار حيدر علييف الدولي، مطار بيروت رفيق الحريري الدولي، مطار بودابست فرانز ليست الدولي، مطار أوهير الدولي، Columbus–Rickenbacker، مطار الملك فهد الدولي، مطار حمد الدولي، مطار دبي الدولي، مطار تان سون نهات الدولي، مطار سوكارنو هاتا الدولي، Karaganda، Komatsu، مطار الكويت الدولي، مطار لندن ستانستد، مطار لوس أنجلوس الدولي، مطار لوكسمبورغ، مطار جون إف كينيدي الدولي، مطار الملك خالد الدولي، مطار شانغي سنغافورة، مطار تايوان تاويوان الدولي، Upington، مطار فيينا الدولي |                      |
| Cargolux Italia                             | مطار ألماتي الدولي، مطار دبي الدولي، مطار مالبينسا، مطار كانساي الدولي |                      |
| كاثي باسيفيك                                | مطار سخيبول أمستردام، مطار تيد ستيفنز أنكوراج الدولي، مطار هارتسفيلد جاكسون، مطار كيمبيغودا الدولي، مطار كالغاري الدولي، مطار تشنغدو شوانغليو الدولي، مطار تشيناي الدولي، مطار أوهير الدولي، مطار تشونغتشينغ جيانغبى الدولي، مطار باندارنيك الدولي، Columbus، مطار دالاس فورت ورث الدولي، مطار انديرا غاندي الدولي، مطار شاه جلال الدولي، مطار آل مكتوم الدولي، مطار فرانكفورت، مطار غوادالاخارا الدولي، مطار نوي باي الدولي، مطار تان سون نهات الدولي، مطار جورج بوش الدولي، مطار راجيف غاندي الدولي، مطار سوكارنو هاتا الدولي، مطار نيتاجي سوبهاس شاندرا بوس الدولي، مطار لندن هيثرو، مطار لوس أنجلوس الدولي، مطار نينوي أكوينو الدولي، مطار ملبورن الدولي، مطار بينيتو خواريز الدولي، مطار ميامي الدولي، مطار مالبينسا، مطار تشاتراباتي شيفاجي الدولي، مطار جون إف كينيدي الدولي، مطار كانساي الدولي، مطار باريس شارل ديغول، مطار بينانغ الدولي، Phnom Penh، مطار بورتلاند الدولي، مطار الملك خالد الدولي، مطار إنتشون الدولي، مطار شانغهاي بودنغ الدولي، مطار شانغي سنغافورة، مطار سيدني، مطار تايوان تاويوان الدولي، مطار ناريتا الدولي، Toowoomba، مطار تورونتو بيرسون الدولي، مطار شيامن قاوتشي الدولي، مطار تشنغتشو الدولي |                      |
| الخطوط الجوية الصينية                       | مطار نينوي أكوينو الدولي، مطار تايوان تاويوان الدولي |                      |
| الخطوط الجوية الصينية للشحن                 | مطار غينغادو جياودونغ الدولي، مطار شانغهاي هونغكياو الدولي، مطار شانغهاي بودنغ الدولي |                      |
| CMA CGM Air Cargo                           | مطار باريس شارل ديغول | [ 63 ]               |
| دي إتش إل للطيران                           | مطار تيد ستيفنز أنكوراج الدولي، قاعدة بغرام، مطار البحرين الدولي، مطار سوفارنابومي الدولي، مطار بكين العاصمة الدولي، Cincinnati، مطار انديرا غاندي الدولي، مطار دبي الدولي، مطار تان سون نهات الدولي، مطار سوكارنو هاتا الدولي، مطار لايبزيغ هاله، مطار لوس أنجلوس الدولي، مطار نينوي أكوينو الدولي، مطار تشوبو سنتراير الدولي، مطار كانساي الدولي، مطار بينانغ الدولي، مطار إنتشون الدولي، مطار شانغهاي بودنغ الدولي، مطار شانغي سنغافورة، مطار تايوان تاويوان الدولي، مطار ناريتا الدولي |                      |
| Donghai Airlines                            | مطار تشنغدو شوانغليو الدولي، مطار شينزين باوان الدولي |                      |
| الإمارات للشحن الجوي                        | مطار آل مكتوم الدولي، مطار ملبورن الدولي، مطار شانغي سنغافورة، مطار سيدني |                      |
| الخطوط الجوية الإثيوبية                     | مطار أديس أبابا بولي الدولي، مطار تشيناي الدولي، مطار ماستريخت آخن | [ 83 ]               |
| الاتحاد للطيران                             | مطار أبو ظبي الدولي، مطار سخيبول أمستردام، مطار أوهير الدولي، مطار شاه أمانات الدولي، مطار انديرا غاندي الدولي، مطار شاه جلال الدولي |                      |
| إيفا للطيران                                | مطار تايوان تاويوان الدولي | [ 84 ]               |
| إكسبراس إير كارغو                           | مطار كيمبيغودا الدولي، مطار الشارقة الدولي، مطار تونس قرطاج الدولي | [ 85 ]               |
| فيديكس إكسبرس                               | مطار ألماتي الدولي، مطار تيد ستيفنز أنكوراج الدولي، مطار انديرا غاندي الدولي، مطار نينوي أكوينو الدولي، مطار ممفيس الدولي، مطار كانساي الدولي، مطار باريس شارل ديغول، مطار إنتشون الدولي، مطار شانغي سنغافورة، مطار تايوان تاويوان الدولي، مطار ناريتا الدولي |                      |
| Flexport                                    | مطار لوس أنجلوس الدولي | [ 86 ]               |
| غارودا إندونيسيا                            | مطار سوكارنو هاتا الدولي |                      |
| خطوط هونغ كونغ الجوية                       | مطار ألماتي الدولي، مطار سوفارنابومي الدولي، مطار تشيناي الدولي، مطار انديرا غاندي الدولي، مطار شاه جلال الدولي، مطار نوي باي الدولي، مطار تان سون نهات الدولي، مطار كانساي الدولي، مطار كوالالمبور الدولي، مطار نينوي أكوينو الدولي، مطار نانينغ الدولي، Phnom Penh، مطار إنتشون الدولي، مطار شانغهاي بودنغ الدولي، مطار شانغي سنغافورة، مطار سيدني، مطار تايوان تاويوان الدولي، مطار شيامن قاوتشي الدولي، مطار تشنغتشو الدولي | [ 87 ]               |
| IAG Cargo operated by الخطوط الجوية القطرية | مطار لندن ستانستد | [ 88 ]               |
| خطوط إنديقو                                 | مطار نيتاجي سوبهاس شاندرا بوس الدولي | [ 89 ]               |
| الخطوط الجوية الملكية الهولندية             | مطار سخيبول أمستردام، مطار تشيناي الدولي، مطار آل مكتوم الدولي، مطار الكويت الدولي، مطار تشاتراباتي شيفاجي الدولي |                      |
| كوريا للطيران                               | مطار إنتشون الدولي |                      |
| K-Mile Air                                  | مطار سوفارنابومي الدولي، مطار نوي باي الدولي | [ 90 ]               |
| لوفتهانزا للشحن                             | مطار ألماتي الدولي، مطار البحرين الدولي، مطار كيمبيغودا الدولي، مطار فرانكفورت، مطار لايبزيغ هاله |                      |
| MASkargo                                    | مطار سوفارنابومي الدولي، مطار كوالالمبور الدولي، مطار نينوي أكوينو الدولي، مطار بينانغ الدولي | [ 91 ]               |
| Nippon Cargo Airlines                       | مطار ناريتا الدولي | [ 92 ]               |
| Polar Air Cargo                             | مطار شانغي سنغافورة |                      |
| Qantas Freight                              | مطار أوكلاند الدولي، Cairns، مطار سيدني | [ 93 ]               |
| الخطوط الجوية القطرية                       | مطار حمد الدولي، مطار شانغي سنغافورة، مطار الإمام الخميني الدولي | [ 94 ]               |
| الخطوط السعودية للشحن                       | مطار الملك فهد الدولي، مطار الملك عبد العزيز الدولي، مطار الملك خالد الدولي |                      |
| خطوط أس أف الجوية                           | مطار نينغبو ليش الدولي، مطار شينزين باوان الدولي، مطار ووهان الدولي، مطار شيامن قاوتشي الدولي |                      |
| Silk Way Airlines                           | مطار حيدر علييف الدولي |                      |
| Singapore Airlines Cargo                    | مطار تيد ستيفنز أنكوراج الدولي، مطار سياتل تاكوما الدولي، مطار الشارقة الدولي، مطار شانغي سنغافورة | [ 98 ]               |
| سبايس جيت                                   | مطار نيتاجي سوبهاس شاندرا بوس الدولي | [ 99 ]               |
| خطوط سوبارنا الجوية                         | مطار تشنغدو شوانغليو الدولي، مطار هانغتشو شياوشان الدولي، مطار غينغادو جياودونغ الدولي، مطار شانغهاي بودنغ الدولي، مطار تيانجين الدولي، مطار تشنغتشو الدولي |                      |
| طيران راية                                  | مطار سيناي الدولي، مطار كوالالمبور الدولي، مطار السلطان عبد العزيز شاه |                      |
| Tri-MG Intra Asia Airlines                  | مطار ماكتان سيبو الدولي، مطار كلارك الدولي |                      |
| الخطوط الجوية التركية                       | مطار ألماتي الدولي، مطار مناس الدولي، مطار انديرا غاندي الدولي، مطار إسطنبول الدولي | [ 100 ]              |
| ULS Cargo ‏                                  | مطار سوفارنابومي الدولي، مطار بكين العاصمة الدولي، مطار نينوي أكوينو الدولي، مطار تشوبو سنتراير الدولي، مطار كانساي الدولي، مطار بينانغ الدولي، مطار إنتشون الدولي، مطار شانغهاي بودنغ الدولي، مطار شانغي سنغافورة، مطار تايوان تاويوان الدولي، مطار ناريتا الدولي |                      |
| خطوط يو بي إس الجوية                        | مطار تيد ستيفنز أنكوراج الدولي، مطار كلارك الدولي، مطار كولونيا بون الدولي، مطار دبي الدولي، مطار هونولولو الدولي، مطار لندن ستانستد، Louisville، مطار تشاتراباتي شيفاجي الدولي، Ontario، مطار كانساي الدولي، مطار فيلادلفيا الدولي، Sapporo–Chitose، مطار إنتشون الدولي، مطار شانغي سنغافورة، مطار سيدني، مطار تايوان تاويوان الدولي |                      |
| Western Global Airlines                     | مطار تيد ستيفنز أنكوراج الدولي، مطار لوس أنجلوس الدولي |                      |

## وصلات خارجية
- World Aero Data - مطار هونغ كونغ الدولي نسخة محفوظة 2 أكتوبر 2018 على موقع واي باك مشين.
- مطار هونغ كونغ الدولي
- شركة آسيا للشحن الجوي المحدودة، هونغ كونغ
- النقل الجوي لهونغ كونغ - مجلس تنمية التجارة
- مطار هونغ كونغ على Discovery.com